# Biohazard (banda)
Biohazard é uma banda surgida no Brooklyn (Nova Iorque) em 1988, época onde as primeiras bandas misturavam o metal pesado e o hardcore punk com os elementos do hip hop e rap. O som agressivo da banda, resultou em letras sobre a deterioração urbana, crimes, corrupção e a ruína social.

## História
Sua formação era: Evan Seinfeld (vocalista e baixista), Billy Graziadei (vocalista e guitarrista), Bobby Hambel (guitarrista), Tinga (tecladista) e Meo (baterista), que logo foi substituído por Danny Schuler.
Em 1990 foi lançado o primeiro álbum, chamado Biohazard. Esse disco expressa pontos de vista políticos e discute os problemas que a juventude urbana enfrenta, pois os membros passaram por isso.
O segundo álbum Urban Discipline é lançado em 1992, fruto de contrato assinado com a gravadora Roadrunner. Eles conseguiram atrair fãs do punk e metal. A banda fez uma turnê e começou a tocar com outros grupos, como House of Pain, Sick of It All, Fishbone e Kyuss. O vídeo musical de "Punishment" não saía da programação da MTV.
Juntamente com o grupo Onyx, em 1993, o Biohazard gravou duas canções: "Judgment Night" e "Slam".
Em 1994 lançaram o disco State of the World Address, que foi gravado em Los Angeles, pela gravadora Warner Bros. Ainda nesse ano, o logo do Biohazard, foi eleito o mais popular de seu tipo, na votação feita pela revista Rolling Stone.
Em 1995 a banda Die Krupps convidou Evan e Billy, para remixar e gravar uma versão da canção "Bloodsuckers" do Die Krupps e eles aceitaram.
Em 1996, antes de gravar o próximo álbum, Bobby saiu da banda por motivos musicais, físicos e espirituais. Ele ficou um tempo separado da banda e quando voltou, queria dar ordens e estava seguindo direções diferentes dos caras. Então o restante da banda achou melhor que ele caisse fora para não conturbar o ambiente e as gravações do disco. Depois desse acontecimento, o trio entra em estúdio e grava o Mata Leao. Destaque para as canções: "Authority", "These Eyes", "Modern Democracy" e "Waiting To Die". Logo após o lançamento, entrou na banda o guitarrista Rob Echeverria, que acompanhou a banda na turnê do novo álbum. Em agosto tocaram no festival "Philips Monsters of Rock" em São Paulo. Um pouco antes da banda entrar no palco, Evan recebeu a notícia que seu pai tinha falecido, mas mesmo assim ele suportou a dor e fez um bom concerto.
Em 1997, o Biohazard decidiu lançar um álbum completamente ao vivo para seus fãs e no concerto em Hamburgo (Alemanha), gravam o No Holds Barred. O disco tem algumas canções de todos os álbuns anteriores. No final desse ano, o Biohazard aterrissou no Brasil e fez concertos, inclusive em Santos que ainda teve a presença de Andreas do Sepultura. Num concerto em Londres, Keith subiu no palco e eles tocaram "Breathe", famosa canção do The Prodigy.
No final de maio de 1999, foi lançado New World Disorder, álbum com quatorze canções inéditas e também uma faixa CD-ROM, onde tem um vídeo musical demo, entrevistas e fotos. Participaram da gravação do disco, os músicos: Igor Cavalera (ex-Sepultura e atualmente no Cavalera Conspiracy), Christian Wolbers (Fear Factory), NWD e Sticky Fingaz (Onyx).
No começo de 2000 foi anunciada a saída do guitarrista Rob Echeverria.
Em 2001 lançaram o disco Tales From The B-Side que são canção que não entraram nos álbuns anteriores, famosos B-sides. No dia 7 de março, o Biohazard veio pela terceira vez ao Brasil numa apresentação única no DirecTV Music Hall (São Paulo). O álbum Uncivilization, produzido por Jive Jones, foi lançado no começo de setembro. A faixa "Last Man Standing" tem a participação especial de Sem Dog do Cypress Hill. Eles contrataram um novo guitarrista, chamado Leo Curley.
Em 2008, voltaram com a formação original (Evan, Danny, Billy e Bobby) para comemorar os 20 anos da banda (20th Aniversary Reunion Tour), sendo que passaram pelo Brasil. O Biohazard tocou no festival paulista Maquinaria Rock Fest em 17 de maio de 2008.
Em 2010 a banda faz uma turne pela América do Sul, passando por três cidades brasileiras, São Paulo, Porto Alegre e o festival "Araraquara Rock" em Araraquara.

## Estilo musical
A música do Biohazard é conhecida por usar elementos de gêneros como hip hop, thrash metal e hardcore punk. A banda tem sido descrita como hardcore punk, rap metal, rapcore, e thrash metal.

## Integrantes
- Billy Graziadei – guitarra, vocal (1987–2006, 2008–presente)
- Bobby Hambel – guitarra (1987–1995, 2008–presente)
- Danny Schuler – bateria (1988–2006, 2008–presente)

## Discografia
- Biohazard (1990)
- Urban Discipline (1992)
- State of the World Address (1994)
- Mata Leão (1996)
- No Holds Barred (Live in Europe) (1997)
- New World Disorder (1999)
- Tales from the B-Side (2001)
- Uncivilization (2001)
- Kill or Be Killed (2003)
- Means to an End (2005)
- Reborn in Defiance (2012)